# René Bernard (cyclisme)
Pour les articles homonymes, voir Bernard et René Bernard (homonymie).
René Bernard, né le 18 septembre 1904 à Grandvilliers (Oise) et mort le 21 février 1969 à Eu (Seine-Maritime), est un coureur cycliste français

## Palmarès
- 1929
  - 5e étape du Tour d'Algérie
  - 19e étape du Tour d'Algérie
  - 2e de Paris-Blois
- 1931
  - 1re étape d'Épernay-Chaumont-Belfort
  - Paris-Dreux
  - 3e d'Épernay-Chaumont-Belfort
- 1933
  - 2e de Paris-L'Aigle
  - 2e de Paris-Hénin Liétard
  - 9e de Paris-Nice
  - 10e de Paris-Roubaix
- 1934
  - Paris-Châteauroux
  - 10e de Paris-Tours
- 1936
  - 2e de Paris-Saint-Jean-d'Angély
- 1938
  - Tour du Calvados :
    - Classement général
    - 1re étape

  - 2e du Circuit de l'Indre
- 1939
  - Paris-Saint-Jean-d'Angély

## Résultats dans les grands tours

### Tour de France
4 participations
- 1931 : abandon (24e étape)
- 1932 : 18e
- 1933 : 34e
- 1935 : 14e

### Tour d'Italie
1 participation
- 1935 : 43e